# Scutellaria playfairii
Scutellaria playfairii là một loài thực vật có hoa trong họ Hoa môi. Loài này được Kudô miêu tả khoa học đầu tiên năm 1929.